# Copa salvadorenca de futbol
La copa salvadorenca de futbol, també anomenada Copa El Salvador o Copa Claro per patrocini, és una competició del Salvador de futbol per eliminatòries.

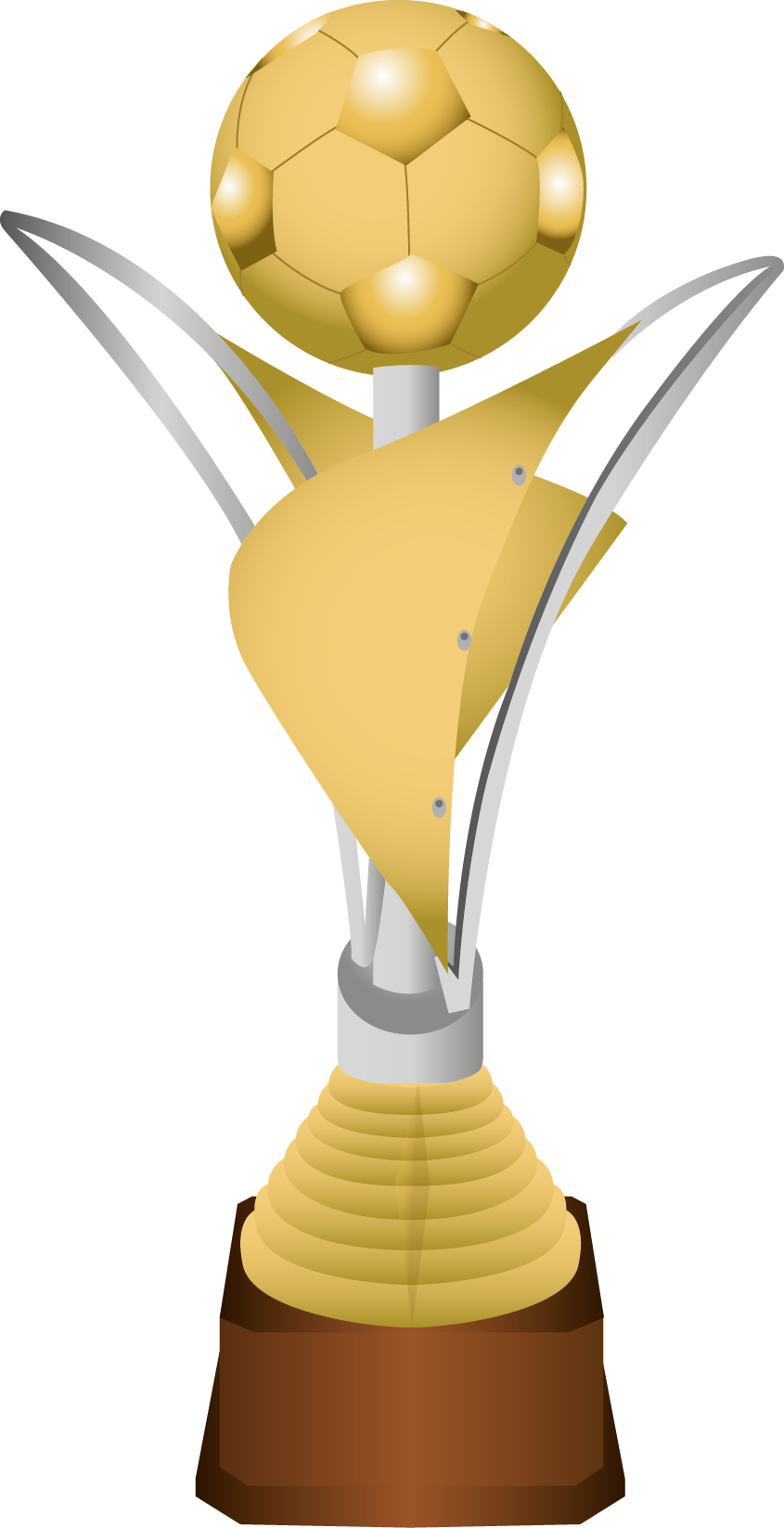
Trofeu Copa El Salvador.

## Historial
Font:

### Copa Presidente (1999-2006)
| Any     | Campió          | Resultat | Finalista                   |
| ------- | --------------- | -------- | --------------------------- |
| 1999-00 | Águila          | 3-2      | Luis Ángel Firpo            |
| 2005-06 | Atlético Balboa | 2-0      | Independiente Nacional 1906 |
| 2006-07 | Once Municipal  | 1-0      | Águila                      |

### Copa Presidente/Independencia (2014-15)
| Any     | Campió | Resultat | Finalista |
| ------- | ------ | -------- | --------- |
| 2014-15 | Águila | 2-0      | FAS       |

### Copa El Salvador/Copa Claro (2016-present)
| Any     | Campió      | Resultat | Finalista |
| ------- | ----------- | -------- | --------- |
| 2016-17 | Santa Tecla | 1-0      | FAS       |
| 2018-19 | Santa Tecla | 1-0      | Audaz     |